# En construcción
En construcción es una película documental española dirigida por José Luis Guerín en el año 2001

## Argumento
La historia trata de la transformación del Barrio Chino de Barcelona a través de la vida de varias personas que transcurren en paralelo: la de un viejo marino en busca de habitación por este barrio, la de una joven prostituta y su novio, y la de unos trabajadores marroquíes trabajadores de una obra, hablan de temas como la existencia de Dios, también nombran a Marx. Se muestra un intento de conciencia de clase, frente a la imposibilidad de cambiar las cosas.

## Premios
Medallas del Círculo de Escritores Cinematográficos de 2001
| Categoría      | Resultado |
| -------------- | --------- |
| Mejor película | Ganadora  |

Premios Sant Jordi
| Categoría               | Resultado |
| ----------------------- | --------- |
| Mejor película española | Ganadora  |

XVI edición de los Premios Goya
| Categoría                 | Resultado |
| ------------------------- | --------- |
| Mejor película documental | Ganadora  |